# Mastigimas peruanus
Mastigimas peruanus (лат.) — вид мелких  листоблошковых рода Mastigimas из семейства Calophyidae. 

## Распространение
Южная Америка: Перу.

## Описание
Мелкие полужесткокрылые насекомые (около 5 мм). Внешне похожи на цикадок, задние ноги прыгательные. Соломенного или охристого цвета. У самцов темно-коричневые или чёрные пятна посередине темени, на торулях, затылке, на переднеспинке сбоку, на мезопрескутуме посередине, на мезоскутуме с четырьмя продольными полосами; от края переднеспинки до основания переднего крыла, мезостернума и брюшка тянется узкая тёмная полоса. Мезонотум иногда зеленоватый. Глаза коричневые, глазки оранжевые. Усики коричневые, у основания светлее, к вершине постепенно темнеют. Переднее крыло прозрачное, с коричневыми жилками и светлой или темной птеростигмой; задние крылья прозрачные, костальная жилка светло-коричневая. Передние и средние ноги светло-коричневые с более тёмными пятнами на бёдрах. Бёдра и вертлуги задних ног от коричневых до темно-коричневых. Самка похожа, но с менее развитыми коричневыми элементами, ограниченными грудью латерально и вентрально, а также продольными полосами на мезоскутуме и кончике терминалей.  Взрослые особи и нимфы питаются, высасывая сок растений из флоэмы. Передние перепончатые крылья в состоянии покоя сложены крышевидно. Антенны 10-члениковые.

## Таксономия и этимология
Вид был впервые описан в 1921 году, а его валидный статус подтверждён в ходе ревизии, проведённой в 2013 году швейцарским колеоптерологом Даниэлем Буркхардтом (Naturhistorisches Museum, Базель, Швейцария) и его коллегами из Бразилии (Dalva L. Queiroz) и Польши (Jowita Drohojowska). Видовое название происходит от имени места обнаружения.